# Flora of Mauritius and the Seychelles
Flora of Mauritius and the Seychelles (abreviado Fl. Mauritius) es un libro con ilustraciones y descripciones botánicas que fue escrito por el botánico inglés John Gilbert Baker y publicado en Londres en el año 1877 con el nombre der Flora of Mauritius and the Seychelles: a description of the flowering plants and ferns of those islands.